# Magnesia Litera 2023

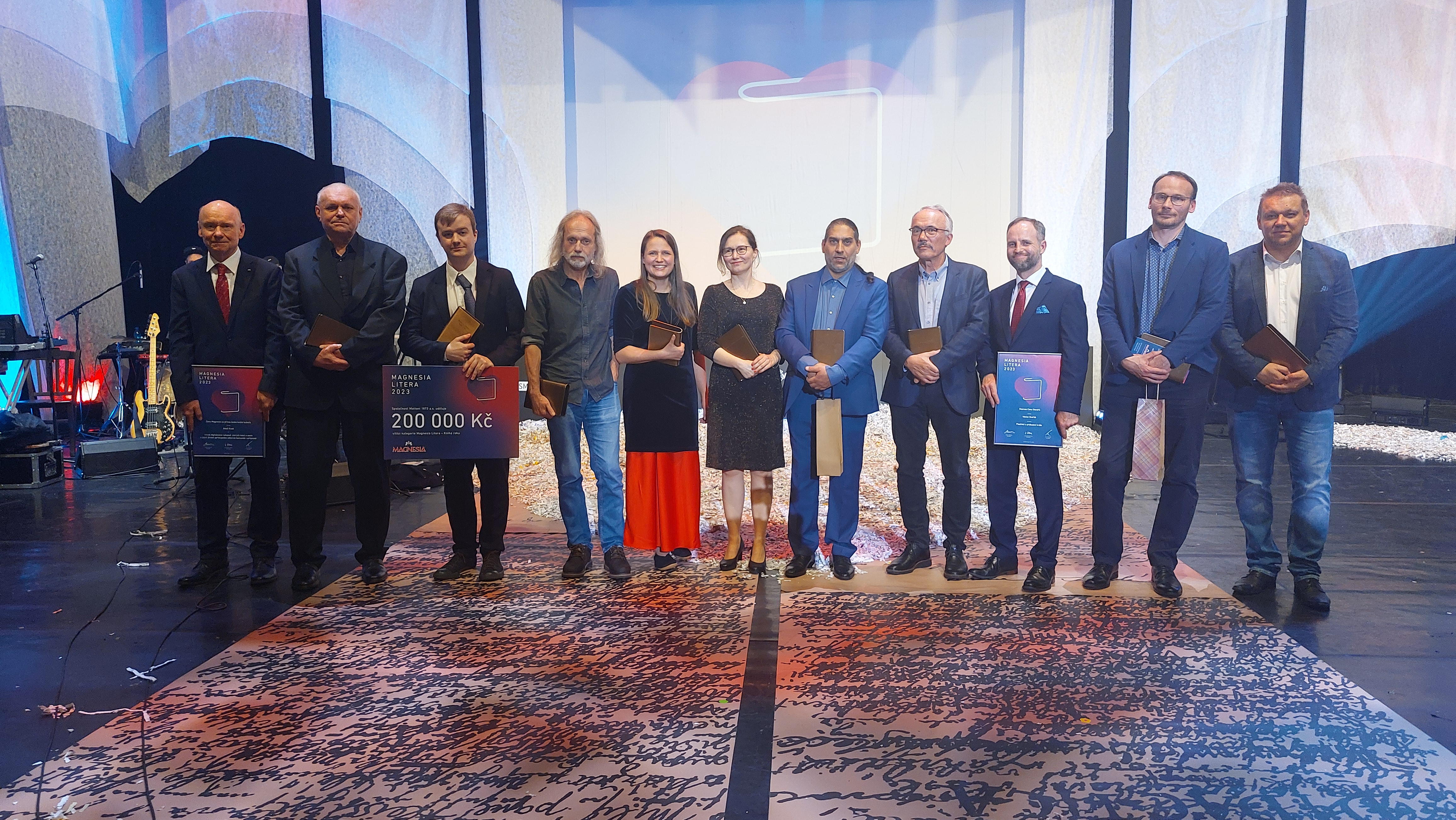
Laureáti knižní ceny Magnesia Litera za rok 2023

Magnesia Litera 2023 je 22. ročník cen Magnesia Litera.

## Ceny a nominace

### Kniha roku
- Miloš Doležal: Jana bude brzy sbírat lipový květ

### Litera za prózu
- Viktor Špaček: Čistý, skromný život
- Magdaléna Platzová: Život po Kafkovi
- Anna Bolavá: Vypravěč

### Litera za poezii
- Petr Hruška: Spatřil jsem svou tvář
- Miloš Doležal: Jana bude brzy sbírat lipový květ
- Alžběta Stančáková: Čačak

### Litera za knihu pro děti a mládež
- Jana Šrámková: Fánek hvězdoplavec
- Bára Dočkalová: Bitva o diamant
- František Tichý: Rekrut 244

### Litera za naučnou literaturu
- Vladimír Papoušek a kol.: Chór a disonance. Česká literatura 1947 – 1963
- Simona Binková, Marie Fiřtová, Jitka Škopová: Přivedli svět domů
- Tereza Matějčková: Kdo tu mluvil o vítězství? Osm cvičení ve filosofické rezignaci

### Litera za nakladatelský čin
- Jan Zábrana: Dílo (Torst)
- Karel Teige: Deníky 1912–1925 (Akropolis/Filozofická fakulta UK/Památník národního písemnictví)
- Vladimir 518 (ed.): Architektura 58–89 (BiggBoss)

### Litera za překladovou knihu
- Douglas Stuart: Shuggie Bain (přeložila Lenka Sobotová)
- Damon Galgut: Slib (přeložil Jiří Hanuš)
- Undinė Radzevičiūtė: Ryby a draci (přeložil Vítězslav Mikeš)

### Litera za publicistiku
- Martin Rychlík: Dějiny lidí. Pestrost lidstva v 73 kapitolách
- Jan Fingerland: Hebrejky. Biblické matky, démonky, královny i milenky
- Eduard Freisler: Venezuela. Rozklad ráje

### DILIA Litera za debut roku
- Patrik Banga: Skutečná cesta ven
- Petr Brož: Vesmírníček
- Anna Sedlmajerová: Bizarrum multiflorum

### Litera za fantastiku
- Vilma Kadlečková: Mycelium VIII – Program apokalypsy
- Roman Bílek, Kristina Haidingerová (ed.): Bizarropolis
- Tomáš Němec: Život válečníka

### Litera za detektivku
- František Šmehlík: Šelma
- Jana Jašová: Znič to jméno
- David Urban: Hra o přežití

### Litera za humoristickou knihu
- Lela Geislerová, Martin Mach Ondřej: Zen žen. Jednou se tomu zasmějem
- Eva Grestenbergerová: Na divokém venkově
- Vladimír Nezdvořák: Pozdní sběr

### Cena Magnesia za přínos knižní kultuře
- Adolf Knoll

### Kosmas Cena čtenářů
- Václav Dvořák: Písečníci a probuzení krále